# 源義親
源義親（？—1108年），日本平安時代後期的一位武將。他是源義家的次子，在《尊卑分脈》中稱是義家的庶長子。
源義親活躍於前九年之役和後三年之役，被稱為「天下第一武勇之士」。原敘從五位下，任左兵衛尉。後來擔任對馬守，在九州橫行，對人民進行殺害掠奪，被人稱為「惡對馬守」。康和三年（1101年）被大宰大貳大江匡房告發，朝廷商議對他進行追討。父親源義家派遣郎黨藤原資道前去試圖召喚他，但資道反而卻說服義親殺害朝廷官吏。翌年，朝廷決定將義親流放隱岐國。義親沒有前往流配之所，卻在出雲國殺害了目代，奪取官物。
嘉承二年（1107年）12月，朝廷任命平正盛為追討使。嘉承三年（1108年）正月，平正盛向朝廷報告誅殺了源義親。正盛凱旋之後，朝廷對其進行恩賞，並將源義親梟首示眾。
此後河內源氏發生內亂，天仁二年（1109年）家督源義忠被暗殺，其叔父源義綱被認定為嫌疑人而遭到追討，一族被滅，義綱流放佐渡國。源義親的兒子（一說是弟弟）源為義繼任家督後，源氏開始沒落，平氏抬頭。